# Eucythere curta
Eucythere curta is een mosselkreeftjessoort uit de familie van de Eucytheridae. De wetenschappelijke naam van de soort is voor het eerst geldig gepubliceerd in 1975 door Ruggieri.